# Холи-Кросс (тауншип, Миннесота)
Холи-Кросс (англ. Holy Cross) — тауншип в округе Клей, Миннесота, США. На 2000 год его население составило 129 человек.

## География
По данным Бюро переписи населения США площадь тауншипа составляет 86,1 км², из которых 86,1 км² занимает суша, водоёмов нет.

## Демография
По данным переписи населения 2000 года здесь находились 129 человек, 47 домохозяйств и 43 семьи. Плотность населения —  1,5 чел./км². На территории тауншипа расположено 59 построек со средней плотностью 0,7 построек на один квадратный километр. Расовый состав населения: 100,00 % белых.
Из 47 домохозяйств в 36,2 % воспитывались дети до 18 лет, в 87,2 % проживали супружеские пары и в 6,4 % домохозяйств проживали несемейные люди. 6,4 % домохозяйств состояли из одного человека, при том 4,3% из — одиноких пожилых людей старше 65 лет. Средний размер домохозяйства — 2,74, а семьи — 2,82 человека.
27,1 % населения — младше 18 лет, 2,3 % — в возрасте от 18 до 24 лет, 26,4 % — от 25 до 44, 29,5 % — от 45 до 64, и 14,7 % — старше 65 лет. Средний возраст — 43 года. На каждые 100 женщин приходилось 115,0 мужчин. На каждые 100 женщин старше 18 приходилось 108,9 мужчин.
Средний годовой доход домохозяйства составлял 45 313 долларов, а средний годовой доход семьи —  45 313 долларов. Средний доход мужчин —  33 125  долларов, в то время как у женщин — 21 563. Доход на душу населения составил 15 863 доллара. За чертой бедности находились 4,9 % семей и 7,5 % всего населения тауншипа, из которых 13,2 % младше 18 лет.